# Mistrovství Evropy v házené žen 2018
Mistrovství Evropy v házené žen 2018 představovalo 13. ročník ženského evropského šampionátu v házené, který probíhal mezi 29. listopadem a 16. prosincem 2018 v pěti francouzských městech. Turnaj, do něhož vstoupilo šestnáct reprezentačních týmů ve čtyřech základních skupinách, organizovala Evropská házenkářská federace. Francie získala pořadatelství tohoto šampionátu poprvé v historii. Obhájcem titulu z roku 2016 je Norsko, které celkově vyhrálo nejvyšší počet sedmi evropských trofejí.
V červnu 2016 došlo k představení loga šampionátu. O šest měsíců později byli oznámeni maskoti, kterými se jako na mužském MS 2017 stali medvěd Rok a lasička Koolette. Začátkem července 2017, spolu s vydáním časového harmonogramu mistrovství, bylo upraveno datum zahájení turnaje, následnou změnou několika dalších termínů v harmonogramu. Oficiální míč byl představen v závěru listopadu 2017.
Mistryněmi Evropy se poprvé staly úřadující světové šampionky z Francie, které v pařížském finále zdolaly Rusko. Třetí místo obsadilo Nizozemsko.

## Výběr pořadatele
Časový harmonogram výběru pořadatele oznámila Evropská házenkářská federace (EHF) v červnu 2013. Zájem o organizování šampionátu vyjádřily do stanoveného termínu 4. září 2013 tři státy: Francie, Norsko a Ukrajina. Uzávěrka pro podání oficiálních žádostí byla 10. prosince 2013. Vlastní rozhodnutí pak mělo být přijato na dublinském kongresu EHF během září 2014. Ukrajina však nepotvrdila svou kandidaturu do prosincové uzávěrky. Naopak do poslední fáze výběru prošla pouze francouzská kandidátka, která byla na zasedání v Dublinu potvrzena za organizátora. Francie tak poprvé získala pořadatelství mistrovství Evropy žen.

## Dějiště
Šampionát probíhal v pěti arénách francouzských měst, v Brestu, Montbéliardu, Nancy, Nantes a Paříži. V přihlášce Francie avizovala možnost využití sedmi hal, z nichž některé se již staly dějištěm mužského Světového šampionátu 2001.
| Paříž             | Paříž Nantes Brest Montbéliard Nancy Pořadatelská města ME v házené žen 2018 | Nancy                         |
| ----------------- | ---------------------------------------------------------------------------- | ----------------------------- |
| AccorHotels Arena | Paříž Nantes Brest Montbéliard Nancy Pořadatelská města ME v házené žen 2018 | Palais des Sports Jean Weille |
| kapacita: 14 000  | Paříž Nantes Brest Montbéliard Nancy Pořadatelská města ME v házené žen 2018 | kapacita: 6 000               |
|                   | Paříž Nantes Brest Montbéliard Nancy Pořadatelská města ME v házené žen 2018 |                               |
| Montbéliard       | Paříž Nantes Brest Montbéliard Nancy Pořadatelská města ME v házené žen 2018 | Brest                         |
| Axone             | Paříž Nantes Brest Montbéliard Nancy Pořadatelská města ME v házené žen 2018 | Brest Arena                   |
| kapacita: 6 400   | Paříž Nantes Brest Montbéliard Nancy Pořadatelská města ME v házené žen 2018 | kapacita: 4 077               |
|                   | Paříž Nantes Brest Montbéliard Nancy Pořadatelská města ME v házené žen 2018 |                               |
| Nantes            | Paříž Nantes Brest Montbéliard Nancy Pořadatelská města ME v házené žen 2018 |                               |
| Hall XXL          | Paříž Nantes Brest Montbéliard Nancy Pořadatelská města ME v házené žen 2018 |                               |
| kapacita: 10 800  | Paříž Nantes Brest Montbéliard Nancy Pořadatelská města ME v házené žen 2018 |                               |
|                   | Paříž Nantes Brest Montbéliard Nancy Pořadatelská města ME v házené žen 2018 |                               |

## Kvalifikované týmy
Před turnajem probíhal kvalifikační turnaj, z něhož si postup zajistili vítězové sedmi skupin, druzí v pořadí skupin a nejlepší celek ze třetích míst. Francie měla účast zajištěnou jako pořadatel. Na šampionát se kvalifikovalo všech 16 týmů, které hrály na předchozím Mistrovství Evropy 2016.
| Stát                                      | způsob kvalifikování      | datum           | předchozí účasti | předchozí účasti                                                       |
| ----------------------------------------- | ------------------------- | --------------- | ---------------- | ---------------------------------------------------------------------- |
| Francie                                   | pořadatel                 | 20. září 2014   | 9x               | 2000, 2002, 2004, 2006, 2008, 2010, 2012, 2014, 2016                   |
| Dánsko                                    | vítěz 5. skupiny          | 24. března 2018 | 12x              | 1994, 1996, 1998, 2000, 2002, 2004, 2006, 2008, 2010, 2012, 2014, 2016 |
| Černá Hora                                | vítěz 2. skupiny          | 24. března 2018 | 4x               | 2010, 2012, 2014, 2016                                                 |
| Norsko                                    | vítěz 1. skupiny          | 25. března 2018 | 12x              | 1994, 1996, 1998, 2000, 2002, 2004, 2006, 2008, 2010, 2012, 2014, 2016 |
| Španělsko                                 | vítěz 6. skupiny          | 30. května 2018 | 9x               | 1998, 2002, 2004, 2006, 2008, 2010, 2012, 2014, 2016                   |
| Švédsko                                   | druhý ve 3. skupině       | 30. května 2018 | 10x              | 1994, 1996, 2002, 2004, 2006, 2008, 2010, 2012, 2014, 2016             |
| Srbsko                                    | vítěz 3. skupiny          | 30. května 2018 | 6x               | 2006, 2008, 2010, 2012, 2014, 2016                                     |
| Německo                                   | druhý v 6. skupině        | 31. května 2018 | 12x              | 1994, 1996, 1998, 2000, 2002, 2004, 2006, 2008, 2010, 2012, 2014, 2016 |
| Maďarsko                                  | vítěz 7. skupiny          | 31. května 2018 | 12x              | 1994, 1996, 1998, 2000, 2002, 2004, 2006, 2008, 2010, 2012, 2014, 2016 |
| Nizozemsko                                | druhý v 7. skupině        | 31. května 2018 | 6x               | 1998, 2002, 2006, 2010, 2014, 2016                                     |
| Rumunsko                                  | vítěz 4. skupiny          | 31. května 2018 | 11x              | 1994, 1996, 1998, 2000, 2002, 2004, 2008, 2010, 2012, 2014, 2016)      |
| Chorvatsko                                | druhý v 1. skupině        | 2. června 2018  | 9x               | 1994, 1996, 2004, 2006, 2008, 2010, 2012, 2014, 2016                   |
| Rusko                                     | druhý ve 4. skupině       | 3. června 2018  | 12x              | 1994, 1996, 1998, 2000, 2002, 2004, 2006, 2008, 2010, 2012, 2014, 2016 |
| Polsko                                    | druhý ve 2. skupině       | 3. června 2018  | 5x               | 1996, 1998, 2006, 2014, 2016                                           |
| Česko                                     | druhý v 5. skupině        | 3. června 2018  | 5x               | 1996, 1998, 2006, 2014, 2016                                           |
| Slovinsko                                 | nejlepší z 3. míst skupin | 3. června 2018  | 5x               | 2002, 2004, 2006, 2010, 2016                                           |
| tučně – mistr Evropy, kurziva – pořadatel |                           |                 |                  |                                                                        |

## Rozlosování
Rozlosování se uskutečněno v poledne 12. června 2018 v pařížské budově veřejnoprávního rozhlasu Maison de la Radio.

### Nasazení
K oznámení nasazení týmů dle výkonnostních košů došlo 4. června 2018.
| - Norsko - Maďarsko - Francie - Dánsko | - Rumunsko - Španělsko - Srbsko - Černá Hora | - Nizozemsko - Německo - Rusko - Švédsko | - Česko - Polsko - Chorvatsko - Slovinsko |

## Rozhodčí
Na mistrovství Evropy bylo 4. října 2018 vybráno 12 dvojic rozhodčích:
| Rozhodčí   | Rozhodčí                                    |
| ---------- | ------------------------------------------- |
| Rakousko   | Ana Vranesová Marlis Wenningerová           |
| Chorvatsko | Dalibor Jurinović Marko Mrvica              |
| Dánsko     | Karina Christiansenová Line Hansenová       |
| Francie    | Charlotte Bonaventurová Julie Bonaventurová |
| Řecko      | Michalis Tzaferopoulos Andreas Bethmann     |
| Maďarsko   | Péter Horváth Balázs Márton                 |

| Rozhodčí  | Rozhodčí                                 |
| --------- | ---------------------------------------- |
| Moldavsko | Igor Kovalčuk Alexej Kovalčuk            |
| Rumunsko  | Cristina Năstaseová Simona Stancuová     |
| Rusko     | Viktorija Alpaidzeová Taťana Berezkinová |
| Srbsko    | Aleksandar Pandžić Ivan Mošorinski       |
| Španělsko | Andreu Marín Ignacio García              |
| Švédsko   | Maria Bennaniová Safia Bennaniová        |

## Základní skupiny

### Skupina A
| Poř. | tým     | Z | V | R | P | VB | OB | +/− | B | výsledek              |
| ---- | ------- | - | - | - | - | -- | -- | --- | - | --------------------- |
| 1.   | Srbsko  | 3 | 2 | 0 | 1 | 84 | 73 | +11 | 4 | postup do čtvrtfinále |
| 2.   | Švédsko | 3 | 2 | 0 | 1 | 74 | 73 | +1  | 4 | postup do čtvrtfinále |
| 3.   | Dánsko  | 3 | 2 | 0 | 1 | 83 | 80 | +3  | 4 | postup do čtvrtfinále |
| 4.   | Polsko  | 3 | 0 | 0 | 3 | 69 | 84 | -15 | 0 | vyřazení              |

Zápasy
| 30. listopadu 2018 18:00 | Srbsko          | 33–26   | Polsko         | Hall XXL, Nantes Počet diváků: 2 230 Rozhodčí: Bethmann, Tzaferopoulos (GRE) |
| 30. listopadu 2018 18:00 | Krpež Slezak 11 | (13–14) | Kudłacz-Gloc 6 | Hall XXL, Nantes Počet diváků: 2 230 Rozhodčí: Bethmann, Tzaferopoulos (GRE) |
| 30. listopadu 2018 18:00 | 3× 1×           | souhrn  | 4× 1×          | Hall XXL, Nantes Počet diváků: 2 230 Rozhodčí: Bethmann, Tzaferopoulos (GRE) |

| 30. listopadu 2018 21:00 | Dánsko     | 30–29   | Švédsko  | Hall XXL, Nantes Počet diváků: 3 847 Rozhodčí: Jurinović, Mrvica (CRO) |
| 30. listopadu 2018 21:00 | Tranborg 7 | (15–16) | Hagman 7 | Hall XXL, Nantes Počet diváků: 3 847 Rozhodčí: Jurinović, Mrvica (CRO) |
| 30. listopadu 2018 21:00 | 6× 2× 1×   | souhrn  | 3×       | Hall XXL, Nantes Počet diváků: 3 847 Rozhodčí: Jurinović, Mrvica (CRO) |

| 2. prosince 2018 15:00 | Polsko       | 21–28  | Dánsko                     | Hall XXL, Nantes Počet diváků: 3 683 Rozhodčí: Horváth, Márton (HUN) |
| 2. prosince 2018 15:00 | Kobylińska 7 | (9–11) | K. Jørgensen, Østergaard 5 | Hall XXL, Nantes Počet diváků: 3 683 Rozhodčí: Horváth, Márton (HUN) |
| 2. prosince 2018 15:00 | 1× 2× 1×     | souhrn | 6× 2×                      | Hall XXL, Nantes Počet diváků: 3 683 Rozhodčí: Horváth, Márton (HUN) |

| 2. prosince 2018 18:00 | Švédsko | 22–21   | Srbsko         | Hall XXL, Nantes Počet diváků: 3 810 Rozhodčí: Năstaseová, Stancuová (ROU) |
| 2. prosince 2018 18:00 | Alm 5   | (11–13) | Krpež Slezak 7 | Hall XXL, Nantes Počet diváků: 3 810 Rozhodčí: Năstaseová, Stancuová (ROU) |
| 2. prosince 2018 18:00 | 4× 1×   | souhrn  | 5× 3×          | Hall XXL, Nantes Počet diváků: 3 810 Rozhodčí: Năstaseová, Stancuová (ROU) |

| 4. prosince 2018 18:00 | Švédsko              | 23–22  | Polsko  | Hall XXL, Nantes Počet diváků: 3 014 Rozhodčí: García, Marín (ESP) |
| 4. prosince 2018 18:00 | Blomstrand, Hagman 4 | (10–5) | Grzyb 9 | Hall XXL, Nantes Počet diváků: 3 014 Rozhodčí: García, Marín (ESP) |
| 4. prosince 2018 18:00 | 2× 3×                | souhrn | 5× 1×   | Hall XXL, Nantes Počet diváků: 3 014 Rozhodčí: García, Marín (ESP) |

| 4. prosince 2018 21:00 | Dánsko       | 25–30   | Srbsko                | Hall XXL, Nantes Počet diváků: 3 026 Rozhodčí: Kovalčuk, Kovalčuk (MDA) |
| 4. prosince 2018 21:00 | Østergaard 6 | (13–17) | Krpež Slezak, Lekić 8 | Hall XXL, Nantes Počet diváků: 3 026 Rozhodčí: Kovalčuk, Kovalčuk (MDA) |
| 4. prosince 2018 21:00 | 4× 3×        | souhrn  | 2×                    | Hall XXL, Nantes Počet diváků: 3 026 Rozhodčí: Kovalčuk, Kovalčuk (MDA) |

### Skupina B
| Poř. | tým        | Z | V | R | P | VB | OB | +/− | B | výsledek              |
| ---- | ---------- | - | - | - | - | -- | -- | --- | - | --------------------- |
| 1.   | Rusko      | 3 | 2 | 0 | 1 | 77 | 75 | +2  | 4 | postup do čtvrtfinále |
| 2.   | Francie    | 3 | 2 | 0 | 1 | 78 | 67 | +11 | 4 | postup do čtvrtfinále |
| 3.   | Černá Hora | 3 | 1 | 0 | 2 | 79 | 81 | -2  | 2 | postup do čtvrtfinále |
| 4.   | Slovinsko  | 3 | 1 | 0 | 2 | 82 | 93 | -11 | 2 | vyřazení              |

Zápasy
| 29. listopadu 2018 21:00 | Francie | 23–26   | Rusko        | Palais des Sports Jean Weille, Nancy Počet diváků: 5 220 Rozhodčí: García, Marín (ESP) |
| 29. listopadu 2018 21:00 | Kanor 6 | (11–11) | Dmitrijeva 8 | Palais des Sports Jean Weille, Nancy Počet diváků: 5 220 Rozhodčí: García, Marín (ESP) |
| 29. listopadu 2018 21:00 | 5× 4×   | souhrn  | 4× 2×        | Palais des Sports Jean Weille, Nancy Počet diváků: 5 220 Rozhodčí: García, Marín (ESP) |

| 30. listopadu 2018 21:00 | Černá Hora  | 36–32   | Slovinsko | Palais des Sports Jean Weille, Nancy Počet diváků: 1 956 Rozhodčí: Năstaseová, Stancuová (ROU) |
| 30. listopadu 2018 21:00 | Radičević 7 | (18–12) | Gros 8    | Palais des Sports Jean Weille, Nancy Počet diváků: 1 956 Rozhodčí: Năstaseová, Stancuová (ROU) |
| 30. listopadu 2018 21:00 | 6× 2×       | souhrn  | 2× 3×     | Palais des Sports Jean Weille, Nancy Počet diváků: 1 956 Rozhodčí: Năstaseová, Stancuová (ROU) |

| 2. prosince 2018 15:00 | Slovinsko | 21–30  | Francie | Palais des Sports Jean Weille, Nancy Počet diváků: 5 220 Rozhodčí: Kovalčuk, Kovalčuk (MDA) |
| 2. prosince 2018 15:00 | Gros 5    | (8–17) | Zaadi 6 | Palais des Sports Jean Weille, Nancy Počet diváků: 5 220 Rozhodčí: Kovalčuk, Kovalčuk (MDA) |
| 2. prosince 2018 15:00 | 2×        | souhrn | 2× 4×   | Palais des Sports Jean Weille, Nancy Počet diváků: 5 220 Rozhodčí: Kovalčuk, Kovalčuk (MDA) |

| 2. prosince 2018 18:00 | Rusko       | 24–23   | Černá Hora  | Palais des Sports Jean Weille, Nancy Počet diváků: 3 229 Rozhodčí: Jurinović, Mrvica (CRO) |
| 2. prosince 2018 18:00 | Samochina 7 | (13–15) | Jauković 12 | Palais des Sports Jean Weille, Nancy Počet diváků: 3 229 Rozhodčí: Jurinović, Mrvica (CRO) |
| 2. prosince 2018 18:00 | 5× 3×       | souhrn  | 1× 4×       | Palais des Sports Jean Weille, Nancy Počet diváků: 3 229 Rozhodčí: Jurinović, Mrvica (CRO) |

| 4. prosince 2018 18:00 | Rusko      | 27–29   | Slovinsko | Palais des Sports Jean Weille, Nancy Počet diváků: 3 120 Rozhodčí: Bethmann, Tzaferopoulos (GRE) |
| 4. prosince 2018 18:00 | Kočetova 6 | (13–13) | Gros 12   | Palais des Sports Jean Weille, Nancy Počet diváků: 3 120 Rozhodčí: Bethmann, Tzaferopoulos (GRE) |
| 4. prosince 2018 18:00 | 3× 1×      | souhrn  | 6× 3×     | Palais des Sports Jean Weille, Nancy Počet diváků: 3 120 Rozhodčí: Bethmann, Tzaferopoulos (GRE) |

| 4. prosince 2018 21:00 | Francie     | 25–20  | Černá Hora  | Palais des Sports Jean Weille, Nancy Počet diváků: 5 220 Rozhodčí: Horváth, Márton (HUN) |
| 4. prosince 2018 21:00 | Nze Minko 7 | (16–8) | Radičević 6 | Palais des Sports Jean Weille, Nancy Počet diváků: 5 220 Rozhodčí: Horváth, Márton (HUN) |
| 4. prosince 2018 21:00 | 4× 3×       | souhrn | 4× 3×       | Palais des Sports Jean Weille, Nancy Počet diváků: 5 220 Rozhodčí: Horváth, Márton (HUN) |

### Skupina C
| Poř. | tým        | Z | V | R | P | VB | OB | +/− | B | výsledek              |
| ---- | ---------- | - | - | - | - | -- | -- | --- | - | --------------------- |
| 1.   | Nizozemsko | 3 | 3 | 0 | 0 | 90 | 75 | +15 | 6 | postup do čtvrtfinále |
| 2.   | Maďarsko   | 3 | 2 | 0 | 1 | 81 | 72 | +9  | 4 | postup do čtvrtfinále |
| 3.   | Španělsko  | 3 | 1 | 0 | 2 | 78 | 78 | 0   | 2 | postup do čtvrtfinále |
| 4.   | Chorvatsko | 3 | 0 | 0 | 3 | 59 | 83 | -24 | 0 | vyřazení              |

Zápasy
| 1. prosince 2018 15:00 | Maďarsko        | 25–28   | Nizozemsko        | Axone, Montbéliard Počet diváků: 2 800 Rozhodčí: Alpaidzeová, Berezkinová (RUS) |
| 1. prosince 2018 15:00 | Háfra, Kovács 5 | (11–11) | Abbingh, Dulfer 5 | Axone, Montbéliard Počet diváků: 2 800 Rozhodčí: Alpaidzeová, Berezkinová (RUS) |
| 1. prosince 2018 15:00 | 5× 4×           | souhrn  | 5× 1×             | Axone, Montbéliard Počet diváků: 2 800 Rozhodčí: Alpaidzeová, Berezkinová (RUS) |

| 1. prosince 2018 18:00 | Španělsko | 25–18  | Chorvatsko | Axone, Montbéliard Počet diváků: 3 600 Rozhodčí: Bennaniová, Bennaniová (SWE) |
| 1. prosince 2018 18:00 | Pena 7    | (15–5) | Dežić 4    | Axone, Montbéliard Počet diváků: 3 600 Rozhodčí: Bennaniová, Bennaniová (SWE) |
| 1. prosince 2018 18:00 | 3×        | souhrn | 3× 2×      | Axone, Montbéliard Počet diváků: 3 600 Rozhodčí: Bennaniová, Bennaniová (SWE) |

| 3. prosince 2018 18:00 | Chorvatsko | 18–24  | Maďarsko                 | Axone, Montbéliard Počet diváků: 2 731 Rozhodčí: Vranesová, Wenningerová (AUT) |
| 3. prosince 2018 18:00 | Krsnik 8   | (9–13) | Háfra, Kovács, Schatzl 5 | Axone, Montbéliard Počet diváků: 2 731 Rozhodčí: Vranesová, Wenningerová (AUT) |
| 3. prosince 2018 18:00 | 7× 1×      | souhrn | 4× 2×                    | Axone, Montbéliard Počet diváků: 2 731 Rozhodčí: Vranesová, Wenningerová (AUT) |

| 3. prosince 2018 21:00 | Nizozemsko | 28–27   | Španělsko | Axone, Montbéliard Počet diváků: 3 862 Rozhodčí: Bonaventurová, Bonaventurová (FRA) |
| 3. prosince 2018 21:00 | Groot 9    | (14–11) | Martín 6  | Axone, Montbéliard Počet diváků: 3 862 Rozhodčí: Bonaventurová, Bonaventurová (FRA) |
| 3. prosince 2018 21:00 | 3× 2×      | souhrn  | 6× 1×     | Axone, Montbéliard Počet diváků: 3 862 Rozhodčí: Bonaventurová, Bonaventurová (FRA) |

| 5. prosince 2018 18:00 | Nizozemsko | 34–23   | Chorvatsko     | Axone, Montbéliard Počet diváků: 4 470 Rozhodčí: Christiansenová, Hansenová (DEN) |
| 5. prosince 2018 18:00 | Amega 8    | (17–10) | Kalaus, Turk 6 | Axone, Montbéliard Počet diváků: 4 470 Rozhodčí: Christiansenová, Hansenová (DEN) |
| 5. prosince 2018 18:00 | 2×         | souhrn  | 2×             | Axone, Montbéliard Počet diváků: 4 470 Rozhodčí: Christiansenová, Hansenová (DEN) |

| 5. prosince 2018 21:00 | Maďarsko  | 32–26   | Španělsko | Axone, Montbéliard Počet diváků: 2 768 Rozhodčí: Mošorinski, Pandžić (SRB) |
| 5. prosince 2018 21:00 | Planéta 8 | (19–14) | Martín 6  | Axone, Montbéliard Počet diváků: 2 768 Rozhodčí: Mošorinski, Pandžić (SRB) |
| 5. prosince 2018 21:00 | 4× 3×     | souhrn  | 2×        | Axone, Montbéliard Počet diváků: 2 768 Rozhodčí: Mošorinski, Pandžić (SRB) |

### Skupina D
| Poř. | tým      | Z | V | R | P | VB | OB | +/− | B | výsledek              |
| ---- | -------- | - | - | - | - | -- | -- | --- | - | --------------------- |
| 1.   | Rumunsko | 3 | 3 | 0 | 0 | 91 | 75 | +16 | 6 | postup do čtvrtfinále |
| 2.   | Německo  | 3 | 2 | 0 | 1 | 87 | 89 | -2  | 4 | postup do čtvrtfinále |
| 3.   | Norsko   | 3 | 1 | 0 | 2 | 86 | 81 | +5  | 2 | postup do čtvrtfinále |
| 4.   | Česko    | 3 | 0 | 0 | 3 | 73 | 92 | -19 | 0 | vyřazení              |

Zápasy
| 1. prosince 2018 15:00 | Norsko    | 32–33   | Německo          | Brest Arena, Brest Počet diváků: 3 520 Rozhodčí: Bonaventurová, Bonaventurová (FRA) |
| 1. prosince 2018 15:00 | Oftedal 7 | (16–15) | Bölk, Großmann 5 | Brest Arena, Brest Počet diváků: 3 520 Rozhodčí: Bonaventurová, Bonaventurová (FRA) |
| 1. prosince 2018 15:00 | 5× 2×     | souhrn  | 5× 2×            | Brest Arena, Brest Počet diváků: 3 520 Rozhodčí: Bonaventurová, Bonaventurová (FRA) |

| 1. prosince 2018 18:00 | Rumunsko   | 31–28   | Česko            | Brest Arena, Brest Počet diváků: 3 098 Rozhodčí: Christiansenová, Hansenová (DEN) |
| 1. prosince 2018 18:00 | Buceschi 9 | (17–11) | Luzumová, Malá 5 | Brest Arena, Brest Počet diváků: 3 098 Rozhodčí: Christiansenová, Hansenová (DEN) |
| 1. prosince 2018 18:00 | 4× 1×      | souhrn  | 7× 2× 1×         | Brest Arena, Brest Počet diváků: 3 098 Rozhodčí: Christiansenová, Hansenová (DEN) |

| 3. prosince 2018 18:00 | Německo  | 24–29   | Rumunsko    | Brest Arena, Brest Počet diváků: 2 106 Rozhodčí: Mošorinski, Pandžić (SRB) |
| 3. prosince 2018 18:00 | Behnke 8 | (11–14) | Buceschi 11 | Brest Arena, Brest Počet diváků: 2 106 Rozhodčí: Mošorinski, Pandžić (SRB) |
| 3. prosince 2018 18:00 | 4× 1×    | souhrn  | 4× 2×       | Brest Arena, Brest Počet diváků: 2 106 Rozhodčí: Mošorinski, Pandžić (SRB) |

| 3. prosince 2018 21:00 | Česko       | 17–31   | Norsko       | Brest Arena, Brest Počet diváků: 1 734 Rozhodčí: Bennaniová, Bennaniová (SWE) |
| 3. prosince 2018 21:00 | Marčíková 4 | (10–20) | Aune, Løke 6 | Brest Arena, Brest Počet diváků: 1 734 Rozhodčí: Bennaniová, Bennaniová (SWE) |
| 3. prosince 2018 21:00 | 1× 3×       | souhrn  | 2× 1×        | Brest Arena, Brest Počet diváků: 1 734 Rozhodčí: Bennaniová, Bennaniová (SWE) |

| 5. prosince 2018 18:00 | Německo     | 30–28   | Česko       | Brest Arena, Brest Počet diváků: 2 930 Rozhodčí: Vranesová, Wenningerová (AUT) |
| 5. prosince 2018 18:00 | Schmelzer 7 | (16–16) | Luzumová 10 | Brest Arena, Brest Počet diváků: 2 930 Rozhodčí: Vranesová, Wenningerová (AUT) |
| 5. prosince 2018 18:00 | 5× 2×       | souhrn  | 4× 2×       | Brest Arena, Brest Počet diváků: 2 930 Rozhodčí: Vranesová, Wenningerová (AUT) |

| 5. prosince 2018 21:00 | Norsko              | 23–31   | Rumunsko | Brest Arena, Brest Počet diváků: 2 782 Rozhodčí: Alpaidzeová, Berezkinová (RUS) |
| 5. prosince 2018 21:00 | Aune, Kristiansen 5 | (12–18) | Neagu 11 | Brest Arena, Brest Počet diváků: 2 782 Rozhodčí: Alpaidzeová, Berezkinová (RUS) |
| 5. prosince 2018 21:00 | 1× 3×               | souhrn  | 1× 2×    | Brest Arena, Brest Počet diváků: 2 782 Rozhodčí: Alpaidzeová, Berezkinová (RUS) |

## Čtvrtfinálové skupiny
Týmům byly započteny body, které získaly s dalšími postupujícími celky ze svých základních skupin.

### Skupina I
| Poř. | tým        | Z | V | R | P | VB  | OB  | +/− | B | výsledek             |
| ---- | ---------- | - | - | - | - | --- | --- | --- | - | -------------------- |
| 1.   | Rusko      | 5 | 4 | 0 | 1 | 141 | 131 | +10 | 8 | postup do semifinále |
| 2.   | Francie    | 5 | 3 | 1 | 1 | 136 | 118 | +18 | 7 | postup do semifinále |
| 3.   | Švédsko    | 5 | 2 | 1 | 2 | 139 | 132 | +7  | 5 | zápas o 5. místo     |
| 4.   | Dánsko     | 5 | 2 | 0 | 3 | 123 | 143 | -20 | 4 | vyřazení             |
| 5.   | Černá Hora | 5 | 2 | 0 | 3 | 124 | 128 | -4  | 4 | vyřazení             |
| 6.   | Srbsko     | 5 | 1 | 0 | 4 | 131 | 142 | -11 | 2 | vyřazení             |

Zápasy
| 6. prosince 2018 18:00 | Dánsko   | 23–29   | Francie     | Hall XXL, Nantes Počet diváků: 5 296 Rozhodčí: Jurinović, Mrvica (CRO) |
| 6. prosince 2018 18:00 | Woller 5 | (11–17) | Nze Minko 6 | Hall XXL, Nantes Počet diváků: 5 296 Rozhodčí: Jurinović, Mrvica (CRO) |
| 6. prosince 2018 18:00 | 7× 3× 1× | souhrn  | 3×          | Hall XXL, Nantes Počet diváků: 5 296 Rozhodčí: Jurinović, Mrvica (CRO) |

| 6. prosince 2018 21:00 | Švédsko   | 28–30   | Černá Hora  | Hall XXL, Nantes Počet diváků: 2 614 Rozhodčí: Bethmann, Tzaferopoulos (GRE) |
| 6. prosince 2018 21:00 | Gulldén 6 | (14–18) | Radičević 9 | Hall XXL, Nantes Počet diváků: 2 614 Rozhodčí: Bethmann, Tzaferopoulos (GRE) |
| 6. prosince 2018 21:00 | 4× 2× 1×  | souhrn  | 6× 3×       | Hall XXL, Nantes Počet diváků: 2 614 Rozhodčí: Bethmann, Tzaferopoulos (GRE) |

| 9. prosince 2018 15:00 | Švédsko   | 21–21   | Francie     | Hall XXL, Nantes Počet diváků: 7 241 Rozhodčí: Horváth, Márton (HUN) |
| 9. prosince 2018 15:00 | Gulldén 6 | (14–11) | Lacrabère 5 | Hall XXL, Nantes Počet diváků: 7 241 Rozhodčí: Horváth, Márton (HUN) |
| 9. prosince 2018 15:00 | 1× 2×     | souhrn  | 3×          | Hall XXL, Nantes Počet diváků: 7 241 Rozhodčí: Horváth, Márton (HUN) |

| 9. prosince 2018 18:00 | Srbsko         | 25–29   | Rusko        | Hall XXL, Nantes Počet diváků: 6 420 Rozhodčí: García, Marín (ESP) |
| 9. prosince 2018 18:00 | Krpež Slezak 7 | (13–16) | Dmitrijeva 7 | Hall XXL, Nantes Počet diváků: 6 420 Rozhodčí: García, Marín (ESP) |
| 9. prosince 2018 18:00 | 2×             | souhrn  | 5× 2×        | Hall XXL, Nantes Počet diváků: 6 420 Rozhodčí: García, Marín (ESP) |

| 10. prosince 2018 18:00 | Dánsko     | 21–32  | Rusko        | Hall XXL, Nantes Počet diváků: 2 812 Rozhodčí: Bethmann, Tzaferopoulos (GRE) |
| 10. prosince 2018 18:00 | Heindahl 5 | (9–14) | Vjachireva 9 | Hall XXL, Nantes Počet diváků: 2 812 Rozhodčí: Bethmann, Tzaferopoulos (GRE) |
| 10. prosince 2018 18:00 | 6× 3×      | souhrn | 7× 3× 1×     | Hall XXL, Nantes Počet diváků: 2 812 Rozhodčí: Bethmann, Tzaferopoulos (GRE) |

| 10. prosince 2018 21:00 | Srbsko          | 27–28   | Černá Hora                       | Hall XXL, Nantes Počet diváků: 2 307 Rozhodčí: Năstaseová, Stancuová (ROU) |
| 10. prosince 2018 21:00 | Krpež Slezak 12 | (15–12) | Jauković, Mehmedović, Raičević 6 | Hall XXL, Nantes Počet diváků: 2 307 Rozhodčí: Năstaseová, Stancuová (ROU) |
| 10. prosince 2018 21:00 | 2×              | souhrn  | 3×                               | Hall XXL, Nantes Počet diváků: 2 307 Rozhodčí: Năstaseová, Stancuová (ROU) |

| 12. prosince 2018 15:45 | Dánsko   | 24–23   | Černá Hora  | Hall XXL, Nantes Počet diváků: 3 811 Rozhodčí: Kovalčuk, Kovalčuk (MDA) |
| 12. prosince 2018 15:45 | Hansen 6 | (15–11) | Radičević 7 | Hall XXL, Nantes Počet diváků: 3 811 Rozhodčí: Kovalčuk, Kovalčuk (MDA) |
| 12. prosince 2018 15:45 | 5× 3×    | souhrn  | 3×          | Hall XXL, Nantes Počet diváků: 3 811 Rozhodčí: Kovalčuk, Kovalčuk (MDA) |

| 12. prosince 2018 18:00 | Švédsko   | 39–30   | Rusko       | Hall XXL, Nantes Počet diváků: 3 848 Rozhodčí: Horváth, Márton (HUN) |
| 12. prosince 2018 18:00 | Hagman 17 | (18–17) | Samochina 6 | Hall XXL, Nantes Počet diváků: 3 848 Rozhodčí: Horváth, Márton (HUN) |
| 12. prosince 2018 18:00 | 2× 1×     | souhrn  | 3×          | Hall XXL, Nantes Počet diváků: 3 848 Rozhodčí: Horváth, Márton (HUN) |

| 12. prosince 2018 21:00 | Srbsko                               | 28–38   | Francie     | Hall XXL, Nantes Počet diváků: 7 046 Rozhodčí: García, Marín (ESP) |
| 12. prosince 2018 21:00 | Kovačević, Krpež Slezak, Pop-Lazić 5 | (14–18) | Nze Minko 9 | Hall XXL, Nantes Počet diváků: 7 046 Rozhodčí: García, Marín (ESP) |
| 12. prosince 2018 21:00 | 2× 1×                                | souhrn  | 2× 1×       | Hall XXL, Nantes Počet diváků: 7 046 Rozhodčí: García, Marín (ESP) |

### Skupina II
| Poř. | tým        | Z | V | R | P | VB  | OB  | +/− | B | výsledek             |
| ---- | ---------- | - | - | - | - | --- | --- | --- | - | -------------------- |
| 1.   | Nizozemsko | 5 | 4 | 0 | 1 | 128 | 126 | +2  | 8 | postup do semifinále |
| 2.   | Rumunsko   | 5 | 3 | 0 | 2 | 140 | 132 | +8  | 6 | postup do semifinále |
| 3.   | Norsko     | 5 | 3 | 0 | 2 | 155 | 131 | +24 | 6 | zápas o 5. místo     |
| 4.   | Maďarsko   | 5 | 3 | 0 | 2 | 139 | 146 | -7  | 6 | vyřazení             |
| 5.   | Německo    | 5 | 2 | 0 | 3 | 132 | 137 | -5  | 4 | vyřazení             |
| 6.   | Španělsko  | 5 | 0 | 0 | 5 | 127 | 149 | -22 | 0 | vyřazení             |

Zápasy
| 7. prosince 2018 18:00 | Španělsko | 23–29  | Německo                    | Palais des Sports Jean Weille, Nancy Počet diváků: 2 217 Rozhodčí: Alpaidzeová, Berezkinová (RUS) |
| 7. prosince 2018 18:00 | Martín 7  | (9–17) | Bölk, Geschke, Schmelzer 4 | Palais des Sports Jean Weille, Nancy Počet diváků: 2 217 Rozhodčí: Alpaidzeová, Berezkinová (RUS) |
| 7. prosince 2018 18:00 | 4× 1×     | souhrn | 3× 2×                      | Palais des Sports Jean Weille, Nancy Počet diváků: 2 217 Rozhodčí: Alpaidzeová, Berezkinová (RUS) |

| 7. prosince 2018 21:00 | Maďarsko | 25–38   | Norsko | Palais des Sports Jean Weille, Nancy Počet diváků: 2 180 Rozhodčí: Christiansenová, Hansenová (DEN) |
| 7. prosince 2018 21:00 | Tóth 6   | (12–19) | Løke 7 | Palais des Sports Jean Weille, Nancy Počet diváků: 2 180 Rozhodčí: Christiansenová, Hansenová (DEN) |
| 7. prosince 2018 21:00 | 4× 1×    | souhrn  | 5× 1×  | Palais des Sports Jean Weille, Nancy Počet diváků: 2 180 Rozhodčí: Christiansenová, Hansenová (DEN) |

| 9. prosince 2018 15:00 | Maďarsko | 26–25   | Německo  | Palais des Sports Jean Weille, Nancy Počet diváků: 2 926 Rozhodčí: Mošorinski, Pandžić (SRB) |
| 9. prosince 2018 15:00 | Lukács 7 | (12–10) | Stolle 9 | Palais des Sports Jean Weille, Nancy Počet diváků: 2 926 Rozhodčí: Mošorinski, Pandžić (SRB) |
| 9. prosince 2018 15:00 | 2×       | souhrn  | 1× 2×    | Palais des Sports Jean Weille, Nancy Počet diváků: 2 926 Rozhodčí: Mošorinski, Pandžić (SRB) |

| 9. prosince 2018 18:00 | Nizozemsko      | 29–24   | Rumunsko   | Palais des Sports Jean Weille, Nancy Počet diváků: 3 016 Rozhodčí: Bonaventurová, Bonaventurová (FRA) |
| 9. prosince 2018 18:00 | Abbingh, Bont 6 | (11–10) | Buceschi 8 | Palais des Sports Jean Weille, Nancy Počet diváků: 3 016 Rozhodčí: Bonaventurová, Bonaventurová (FRA) |
| 9. prosince 2018 18:00 | 2× 1×           | souhrn  | 2× 3×      | Palais des Sports Jean Weille, Nancy Počet diváků: 3 016 Rozhodčí: Bonaventurová, Bonaventurová (FRA) |

| 11. prosince 2018 18:00 | Španělsko  | 25–27   | Rumunsko | Palais des Sports Jean Weille, Nancy Počet diváků: 2 359 Rozhodčí: Vranesová, Wenningerová (AUT) |
| 11. prosince 2018 18:00 | González 6 | (12–10) | Neagu 7  | Palais des Sports Jean Weille, Nancy Počet diváků: 2 359 Rozhodčí: Vranesová, Wenningerová (AUT) |
| 11. prosince 2018 18:00 | 3× 1×      | souhrn  | 3× 1×    | Palais des Sports Jean Weille, Nancy Počet diváků: 2 359 Rozhodčí: Vranesová, Wenningerová (AUT) |

| 11. prosince 2018 21:00 | Nizozemsko | 16–29  | Norsko     | Palais des Sports Jean Weille, Nancy Počet diváků: 1 803 Rozhodčí: Mošorinski, Pandžić (SRB) |
| 11. prosince 2018 21:00 | Polman 4   | (7–15) | Jacobsen 5 | Palais des Sports Jean Weille, Nancy Počet diváků: 1 803 Rozhodčí: Mošorinski, Pandžić (SRB) |
| 11. prosince 2018 21:00 | 1×         | souhrn | 3× 1×      | Palais des Sports Jean Weille, Nancy Počet diváků: 1 803 Rozhodčí: Mošorinski, Pandžić (SRB) |

| 12. prosince 2018 15:45 | Španělsko | 26–33   | Norsko    | Palais des Sports Jean Weille, Nancy Počet diváků: 1 791 Rozhodčí: Bonaventurová, Bonaventurová (FRA) |
| 12. prosince 2018 15:45 | López 5   | (17–18) | Oftedal 8 | Palais des Sports Jean Weille, Nancy Počet diváků: 1 791 Rozhodčí: Bonaventurová, Bonaventurová (FRA) |
| 12. prosince 2018 15:45 | 5× 1×     | souhrn  | 1×        | Palais des Sports Jean Weille, Nancy Počet diváků: 1 791 Rozhodčí: Bonaventurová, Bonaventurová (FRA) |

| 12. prosince 2018 18:00 | Maďarsko         | 31–29   | Rumunsko | Palais des Sports Jean Weille, Nancy Počet diváků: 1 844 Rozhodčí: Bennani, Bennani (SWE) |
| 12. prosince 2018 18:00 | Háfra, Schatzl 6 | (17–17) | Neagu 9  | Palais des Sports Jean Weille, Nancy Počet diváků: 1 844 Rozhodčí: Bennani, Bennani (SWE) |
| 12. prosince 2018 18:00 | 4× 2×            | souhrn  | 2× 1×    | Palais des Sports Jean Weille, Nancy Počet diváků: 1 844 Rozhodčí: Bennani, Bennani (SWE) |

| 12. prosince 2018 21:00 | Nizozemsko       | 27–21   | Německo   | Palais des Sports Jean Weille, Nancy Počet diváků: 2 104 Rozhodčí: Alpaidzeová, Berezkinová (RUS) |
| 12. prosince 2018 21:00 | Dulfer, Polman 6 | (13–11) | Geschke 5 | Palais des Sports Jean Weille, Nancy Počet diváků: 2 104 Rozhodčí: Alpaidzeová, Berezkinová (RUS) |
| 12. prosince 2018 21:00 | 1×               | souhrn  | 1×        | Palais des Sports Jean Weille, Nancy Počet diváků: 2 104 Rozhodčí: Alpaidzeová, Berezkinová (RUS) |

## Finálová fáze
|  | Semifinále | Semifinále | Semifinále |  |  | Finále           | Finále           | Finále           |
|  |            |            |            |  |  |                  |                  |                  |
|  |            | Rusko      | 28         |  |  |                  |                  |                  |
|  |            | Rumunsko   | 22         |  |  |                  |                  |                  |
|  |            |            |            |  |  |                  | Rusko            | 21               |
|  |            |            |            |  |  |                  | Francie          | 24               |
|  |            | Nizozemsko | 21         |  |  |                  |                  |                  |
|  |            | Francie    | 27         |  |  | Zápas o 3. místo | Zápas o 3. místo | Zápas o 3. místo |
|  |            |            |            |  |  |                  | Rumunsko         | 20               |
|  |            |            |            |  |  |                  | Nizozemsko       | 24               |

### Zápas o 5. místo
| 14. prosince 2018 14:00 | Švédsko      | 29–38   | Norsko        | AccorHotels Arena, Paříž Počet diváků: 8 639 Rozhodčí: Năstaseová, Stancuová (ROU) |
| 14. prosince 2018 14:00 | Lagerquist 7 | (14–22) | Kristiansen 6 | AccorHotels Arena, Paříž Počet diváků: 8 639 Rozhodčí: Năstaseová, Stancuová (ROU) |
| 14. prosince 2018 14:00 | 2×           | souhrn  | 1× 2×         | AccorHotels Arena, Paříž Počet diváků: 8 639 Rozhodčí: Năstaseová, Stancuová (ROU) |

### Semifinále
| 14. prosince 2018 17:30 | Rusko         | 28–22   | Rumunsko         | AccorHotels Arena, Paříž Počet diváků: 8 122 Rozhodčí: Horváth, Márton (HUN) |
| 14. prosince 2018 17:30 | Vjachireva 13 | (16–15) | Dragut, Pintea 4 | AccorHotels Arena, Paříž Počet diváků: 8 122 Rozhodčí: Horváth, Márton (HUN) |
| 14. prosince 2018 17:30 | 2×            | souhrn  | 7× 2×            | AccorHotels Arena, Paříž Počet diváků: 8 122 Rozhodčí: Horváth, Márton (HUN) |

| 14. prosince 2018 21:00 | Nizozemsko | 21–27   | Francie     | AccorHotels Arena, Paříž Počet diváků: 12 463 Rozhodčí: Marín, García (ESP) |
| 14. prosince 2018 21:00 | Abbingh 7  | (11–12) | Nze Minko 6 | AccorHotels Arena, Paříž Počet diváků: 12 463 Rozhodčí: Marín, García (ESP) |
| 14. prosince 2018 21:00 | 2×         | souhrn  | 3× 2×       | AccorHotels Arena, Paříž Počet diváků: 12 463 Rozhodčí: Marín, García (ESP) |

### Zápas o 3. místo
| 16. prosince 2018 14:00 | Rumunsko        | 20–24  | Nizozemsko | AccorHotels Arena, Paříž Počet diváků: 13 145 Rozhodčí: Vranesová, Wenningerová (AUT) |
| 16. prosince 2018 14:00 | Ardean-Elisei 6 | (8–15) | Polman 7   | AccorHotels Arena, Paříž Počet diváků: 13 145 Rozhodčí: Vranesová, Wenningerová (AUT) |
| 16. prosince 2018 14:00 | 2× 1×           | souhrn | 1×         | AccorHotels Arena, Paříž Počet diváků: 13 145 Rozhodčí: Vranesová, Wenningerová (AUT) |

### Finále
| 16. prosince 2018 17:30 | Rusko        | 21–24   | Francie     | AccorHotels Arena, Paříž Počet diváků: 14 000 Rozhodčí: Christiansen, Hansen (DEN) |
| 16. prosince 2018 17:30 | Vjachireva 7 | (12–13) | Lacrabère 6 | AccorHotels Arena, Paříž Počet diváků: 14 000 Rozhodčí: Christiansen, Hansen (DEN) |
| 16. prosince 2018 17:30 | 3× 1×        | souhrn  | 2× 1×       | AccorHotels Arena, Paříž Počet diváků: 14 000 Rozhodčí: Christiansen, Hansen (DEN) |

## Konečné pořadí
| Poř.                                     | tým        |
| ---------------------------------------- | ---------- |
| Zlatá medaile                            | Francie    |
| Stříbrná medaile                         | Rusko      |
| Bronzová medaile                         | Nizozemsko |
| 4.                                       | Rumunsko   |
| 5.                                       | Norsko     |
| 6.                                       | Švédsko    |
| 7.                                       | Maďarsko   |
| 8.                                       | Dánsko     |
| 9.                                       | Černá Hora |
| 10.                                      | Německo    |
| 11.                                      | Srbsko     |
| 12.                                      | Španělsko  |
| 13.                                      | Slovinsko  |
| 14.                                      | Polsko     |
| 15.                                      | Česko      |
| 16.                                      | Chorvatsko |
| – postup na LOH 2020 – postup na MS 2019 |            |

| Mistr Evropy 2018 · Francie · první titul Soupiska: Laura Glauserová, Pauline Coataneová, Camille Ayglonová, Allison Pineauová, Astride N'Gouanová, Grâce Zaadiová, Amandine Leynaudová, Manon Houetteová, Kalidiatou Niakatéová, Siraba Dembéléová Pavlovićová, Laura Flippesová, Orlane Kanorová, Béatrice Edwigeová, Pauletta Foppová, Estelle Nzeová Minková, Gnonsiane Niomblaová, Alexandra Lacrabèreová · Hlavní trenér: Olivier Krumbholz |

### All Star tým
Vyhlášení ideální sestavy turnaje v podobě All Star týmu a nejužitečnější hráčky proběhlo 16. prosince 2018.
| Nejužitečnější hráčka turnaje | Nejužitečnější hráčka turnaje    |
| ----------------------------- | -------------------------------- |
| nejužitečnější hráčka         | Anna Vjachirevová (RUS)          |
| All Star tým                  |                                  |
| Pozice                        | hráčka                           |
| brankářka                     | Amandine Leynaudová (FRA)        |
| pravé křídlo                  | Carmen Martínová (ESP)           |
| pravá spojka                  | Alicia Stolleová (GER)           |
| střední spojka                | Stine Bredalová Oftedalová (NOR) |
| levá spojka                   | Noémi Háfrová (HUN)              |
| levé křídlo                   | Majda Mehmedovićová (MNE)        |
| pivot                         | Crina Pinteová (ROU)             |

## Statistiky turnaje
| Nejlepší střelkyně | Nejlepší střelkyně       | Nejlepší střelkyně | Nejlepší střelkyně | Nejlepší střelkyně | Nejlepší střelkyně |
| Poř.               | střelkyně                | tým                | branek             | střel              | %                  |
| ------------------ | ------------------------ | ------------------ | ------------------ | ------------------ | ------------------ |
| 1.                 | Katarina Krpež Slezaková | Srbsko             | 50                 | 70                 | 71                 |
| 2.                 | Eliza Buceschiová        | Rumunsko           | 45                 | 67                 | 67                 |
| 3.                 | Cristina Neaguová        | Rumunsko           | 44                 | 82                 | 54                 |
| 4.                 | Anna Vjachirevová        | Rusko              | 43                 | 66                 | 65                 |
| 5                  | Estelle Nze Minková      | Francie            | 38                 | 46                 | 83                 |
| 6.                 | Estavana Polmanová       | Nizozemsko         | 36                 | 73                 | 49                 |
| 7.                 | Nathalie Hagmanová       | Švédsko            | 35                 | 50                 | 70                 |
| 7.                 | Jovanka Radičevićová     | Černá Hora         | 35                 | 51                 | 69                 |
| 9.                 | Đurđina Jaukovićová      | Černá Hora         | 34                 | 61                 | 56                 |
| 10.                | Stine Bredal Oftedalová  | Norsko             | 33                 | 55                 | 60                 |
| 10.                | Crina Pinteaová          | Rumunsko           | 33                 | 52                 | 63                 |

| Nejlepší brankářky | Nejlepší brankářky  | Nejlepší brankářky | Nejlepší brankářky | Nejlepší brankářky | Nejlepší brankářky |
| Poř.               | brankářka           | tým                | %                  | zákroků            | střel              |
| ------------------ | ------------------- | ------------------ | ------------------ | ------------------ | ------------------ |
| 1.                 | Silje Solbergová    | Norsko             | 40                 | 45                 | 112                |
| 2.                 | Laura Glauserová    | Francie            | 36                 | 41                 | 114                |
| 2.                 | Amandine Leynaudová | Francie            | 36                 | 60                 | 165                |
| 2.                 | Katrine Lundeová    | Norsko             | 36                 | 57                 | 160                |
| 5.                 | Maja Vojnovićová    | Slovinsko          | 35                 | 9                  | 26                 |
| 6.                 | Blanka Bíróová      | Maďarsko           | 33                 | 45                 | 136                |
| 6.                 | Filippa Idéhnová    | Švédsko            | 33                 | 61                 | 184                |
| 6.                 | Tess Westerová      | Nizozemsko         | 33                 | 78                 | 238                |
| 9.                 | Iulia Dumanská      | Rumunsko           | 32                 | 48                 | 148                |
| 9.                 | Anna Sedojkinová    | Rusko              | 32                 | 68                 | 212                |
| 9.                 | Sandra Toftová      | Dánsko             | 32                 | 46                 | 145                |